# Día Internacional del Yoga
El Día Internacional del Yoga es una fecha que se conmemora anualmente el 21 de junio desde 2015, aprobada por la Asamblea General de las Naciones Unidas (AGNU) en 2014.

## Proclamación
El 11 de diciembre de 2014, la AGNU proclamó el 21 de junio como el Día Internacional del Yoga. Esta iniciativa fue presentada por el primer ministro de la India, Narendra Modi, y recibió el apoyo de 175 Estados miembros.

## Celebración
Este día se celebra anualmente el 21 de junio, coincidiendo con el solsticio de verano en el hemisferio norte. La jornada tiene como objetivo concienciar sobre los beneficios del yoga para la salud física, mental y espiritual. En todo el mundo, se organizan actividades como sesiones de yoga masivas, talleres y seminarios, dirigidas a personas de todas las edades y niveles de experiencia. La práctica del yoga ayuda a mejorar la flexibilidad, la fuerza y el equilibrio, y a reducir el estrés y la ansiedad.
Desde su primera celebración en 2015, el Día Internacional del Yoga ha sido conmemorado en ciudades globales como Nueva York, París, Pekín, Bangkok, Kuala Lumpur, Seúl y Nueva Delhi, reflejando su reconocimiento y popularidad mundial.

## Temas
- 2015: Primera celebración[3]
- 2016: Segunda celebración[6]
- 2017: Yoga for Health,[7] (' Yoga por la salud')
- 2018: Yoga for Peace,[8] (' Yoga por la paz')
- 2019: Yoga for Heart,[9] (' Yoga por el corazón')
- 2020: Yoga at Home and Yoga with the Family,[10] (' Yoga en casa y yoga con la familia')
- 2021: Yoga for well-being,[11] (' Yoga por el bienestar')
- 2022: Yoga for humanity,[12] (' Yoga por la humanidad')
- 2023: Yoga for Unity,[13] (' Yoga por la unidad')
- 2024: Yoga for Women Empowerment,[14] (' Yoga por el empoderamiento de la mujer')